# ホワイト郡 (テネシー州)
ホワイト郡（英: White County）は、アメリカ合衆国テネシー州の中央部に位置する郡である。2010年国勢調査での人口は25,841人であり、2000年の23,102人から11.9%増加した。郡庁所在地はスパータ市（人口4,925人）であり、同郡で人口最大の都市でもある。

## 歴史
ホワイト郡は1806年9月11日に、スミス郡とジャクソン郡の一部を合わせ、テネシー州議会によって設立された。これは地域住民155人が署名した請願に対応するものだった。当初の郡域には、現在のホワイト郡とウォーレン郡の全部、およびキャノン郡、コーフィ郡、ディカーブ郡、フランクリン郡、グランディ郡、パットナム郡、ヴァンビューレン郡の一部が含まれていた。
郡の名前については今でも異論がある。公式にはアメリカ独立戦争の軍人、測量師、地域最初の白人開拓者とされるジョン・ホワイト（1751年-1846年）に因んで名付けられたことになっている。ホワイトは1789年にバージニア州からカンバーランド山地に、家族を伴って移住してきていた。しかし、歴史家の中には、アメリカ独立戦争の軍人であり、ノックスビルの設立者であるジェイムズ・ホワイト将軍だと主張する者もいる。
暫定的な郡庁所在地は、現在ウォーレン郡に入っているロックアイランド近くに設立された。その3年後に恒久的な郡庁所在地として、カーフキラー川岸の場所が選ばれ、スパータと名付けられた。

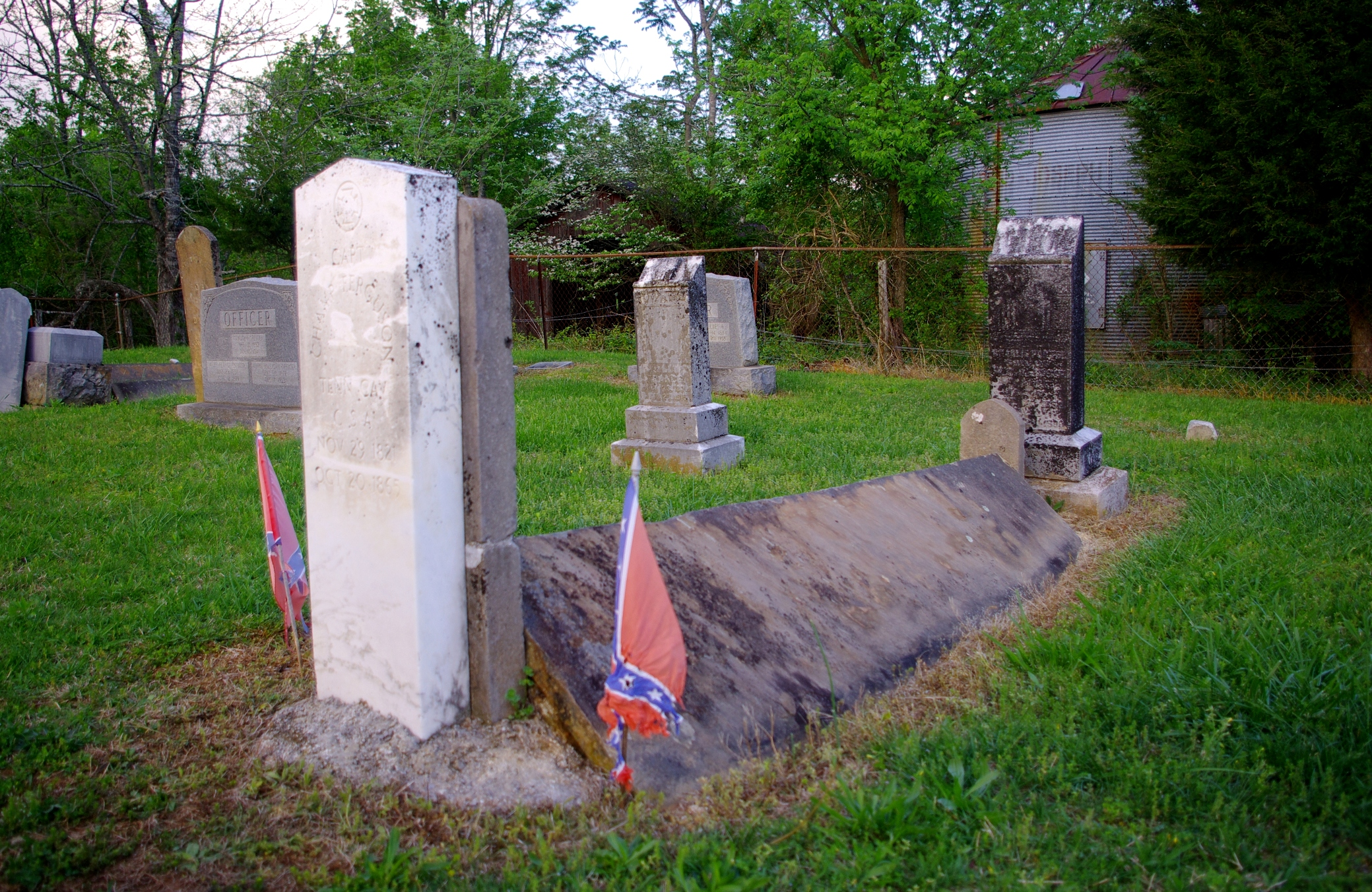
南軍のゲリラだったチャンプ・ファーガソンの墓、スパータ市近く

1840年、クリストファー・ハウフマンがカンバーランド高原にあるボンエアー山に大型のホテルを建設し、国中の人々が訪れるようになった。このホテルは鉱泉の近くにあり、標高も高かったので、健康によいと考えられ、宣伝された癒し効果を求めて遙か遠くから人々が訪れた。この頃、テネシー最高裁判所がしばしばスパータで開かれ、この町は州都になる可能性があると考える議員もいた。しかしその選定ではナッシュビル市に僅かに及ばなかった。最高裁判所の判事にはアンドリュー・ジャクソンも入っていた。
南北戦争中には郡内に大変大規模な硝石鉱山があった。イングランド洞窟の出口に近いケイブヒルにあるケイブヒル硝石ピット（1号と2号）が、大々的に採掘され、現在でもその痕跡が多く残っている。硝石は弾薬の主要成分であり、洞窟の土を濾すことで得られていた。
南北戦争では地域で大きな戦闘は無かったが、ホワイト郡に大きな影響を与えた。大半が北軍寄りである東テネシーと南軍寄りである中部テネシーの境界にあたり、両軍のゲリラ（ブッシュワッカーと呼ばれた）からの攻撃を受けた。南軍側のゲリラで有名なのがチャンプ・ファーガソンであり、多くの破壊行為を受けたが、終戦後の1865年5月28日に逮捕された。ファーガソンはスパータに近いフランス墓地に埋葬されている。ホワイト郡からは、南軍に19個中隊、北軍には1個中隊のみが出征した。
その後の数十年間をかけてホワイト郡は戦争の余燼からゆっくりと立ち上がった。ボンエアー山で石炭鉱業が始まりブームになったために鉄道で外界と接続された。この山は瀝青炭が豊富であり、地元の事業家はそれから上がる利益を素早く実現させた。ボンエアー、イーストランド、レイブンズクロフトなど炭坑町が幾つか郡内の高原部に出現した。石炭鉱業が郡民を数千人規模で数十年間雇用したが、20世紀に入ると炭鉱が閉鎖され、人々が去っていくようになり、第二次世界大戦の時までに産業そのものが消失した。

## 地理
アメリカ合衆国国勢調査局に拠れば、郡域全面積は379平方マイル (980 km2)であり、このうち陸地377平方マイル (980 km2)、水域は3平方マイル (7.8 km2)で水域率は0.74%である。

### 特徴的な地形
- バージェス滝
- カーフキラー川
- ケイニーフォーク
- センターヒル湖
- カンバーランド高原
- フォーリングウォーター川
- グレートフォールズ・ダム
- ロックアイランド州立公園
- スコッツガルフ
- サンセットロック
- バージン滝

ブルースプリング洞窟

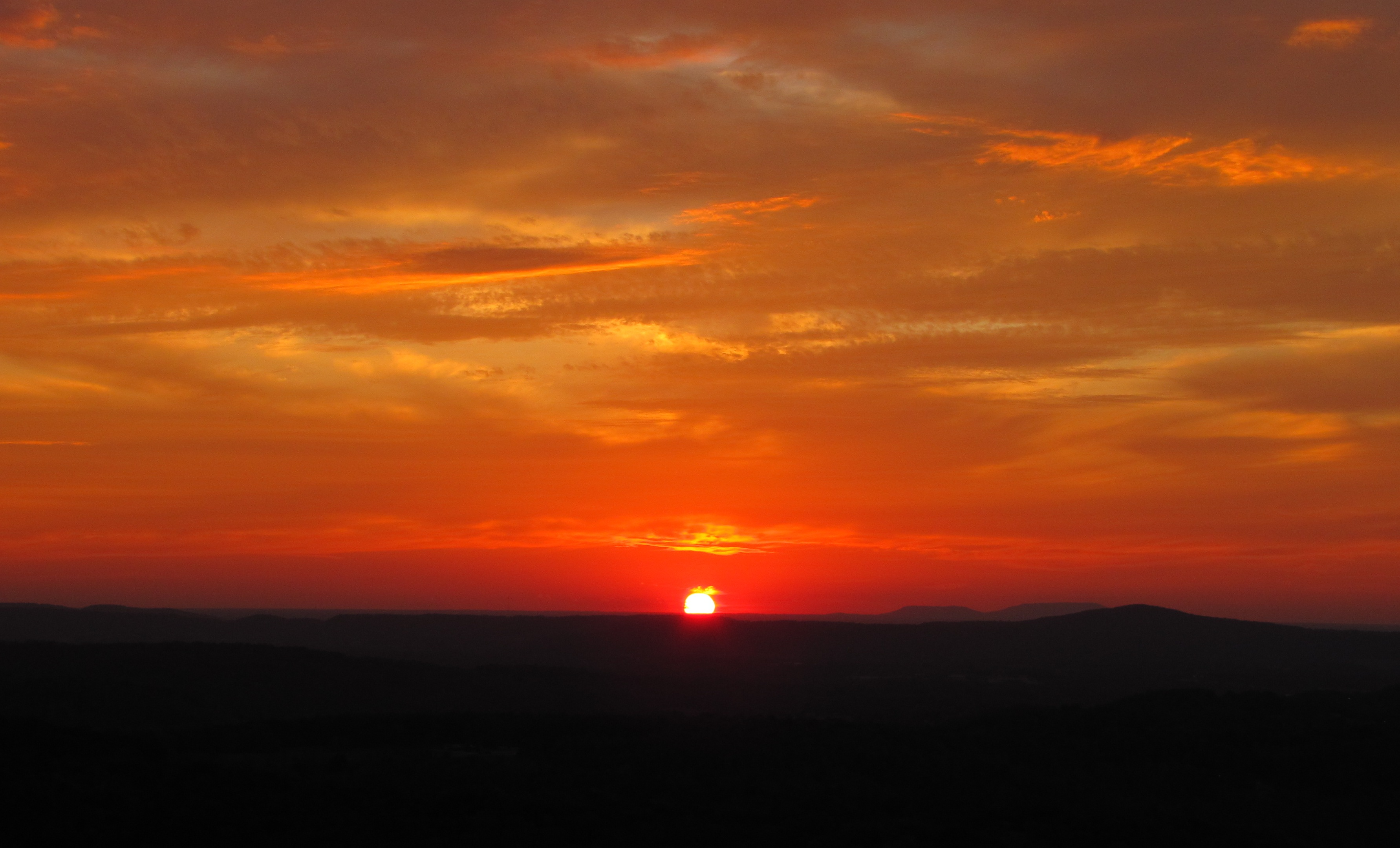
ホワイト郡の夕陽、アメリカ国道70号線のカンバーランド高原端から見る

ブルースプリング洞窟はスパータの北東5マイル (8 km) にあり、長さ35.0015マイル (56 km) とテネシー州では最長、アメリカ合衆国では第10位の洞窟である。1990年にビル・ウォルターによって、絶滅した更新世（氷河期）のジャガーの足跡が発見された。

### 主要高規格道路
- アメリカ国道70号線
- テネシー州道26号線
- テネシー州道84号線
- テネシー州道111号線
- テネシー州道135号線
- テネシー州道136号線
- テネシー州道285号線
- テネシー州道289号線

### 隣接する郡
- パットナム郡 - 北
- カンバーランド郡 - 東
- ヴァンビューレン郡 - 南
- ウォーレン郡 - 南西
- ディカーブ郡 - 西

## 人口動態

人口ピラミッド

以下は2000年の国勢調査による人口統計データである。
| 基礎データ - 人口: 23,102人 - 世帯数: 9,229 世帯 - 家族数: 6,774 家族 - 人口密度: 24人/km2（61人/mi2） - 住居数: 10,191軒 - 住居密度: 10軒/km2（27軒/mi2） 人種別人口構成 - 白人: 96.63% - アフリカン・アメリカン: 1.64% - ネイティブ・アメリカン: 0.20% - アジア人: 0.23% - 太平洋諸島系: 0.05% - その他の人種: 0.46% - 混血: 0.79% - ヒスパニック・ラテン系: 1.03% | 年齢別人口構成 - 18歳未満: 23.5% - 18-24歳: 7.9% - 25-44歳: 27.9% - 45-64歳: 25.4% - 65歳以上: 15.3% - 年齢の中央値: 39歳 - 性比（女性100人あたり男性の人口） - 総人口: 96.2 - 18歳以上: 92.4 世帯と家族（対世帯数） - 18歳未満の子供がいる: 30.4% - 結婚・同居している夫婦: 585% - 未婚・離婚・死別女性が世帯主: 10.8% - 非家族世帯: 26.6% - 単身世帯: 23.4% - 65歳以上の老人1人暮らし: 10.8% - 平均構成人数 - 世帯: 2.47人 - 家族: 2.90人 | 収入と家計 - 収入の中央値 - 世帯: 29,383米ドル - 家族: 34,854米ドル - 性別 - 男性: 26,706米ドル - 女性: 20,346米ドル - 人口1人あたり収入: 14,791米ドル - 貧困線以下 - 対人口: 14.3% - 対家族数: 11.2% - 18歳未満: 16.9% - 65歳以上: 13.9% |

## 都市と町
- ドイル
- スパータ - 郡庁所在地

### 未編入の町
| - ボンエアー - カスビル - デロセット | - ケベック - レイブンズクロフト - ウォーリング |

## 教育

### 公共教育
郡内にはホワイト郡高校の他、中学校1校、小学校7校がある。

### 私立学校
- ヘリテージ・クリスチャン・アカデミー

## 著名な出身者
- トミー・モリソン - プロボクサー、ヘビー級世界チャンピオン
- アール・ウェッブ - メジャーリーグベースボール、1931年にシーズン二塁打数のメジャーリーグ記録67を樹立